# Mission Héliographique

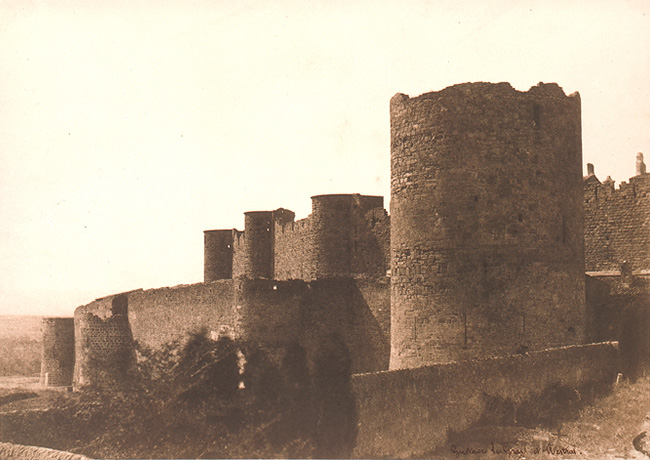
Le Gray, Mestral, Mury Carcassonne, 1851

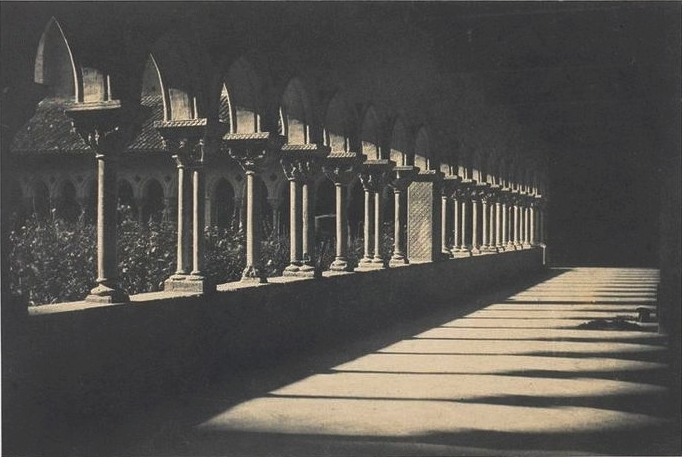
Le Gray, Mestral, Krużganek klasztoru w Moissac, 1851

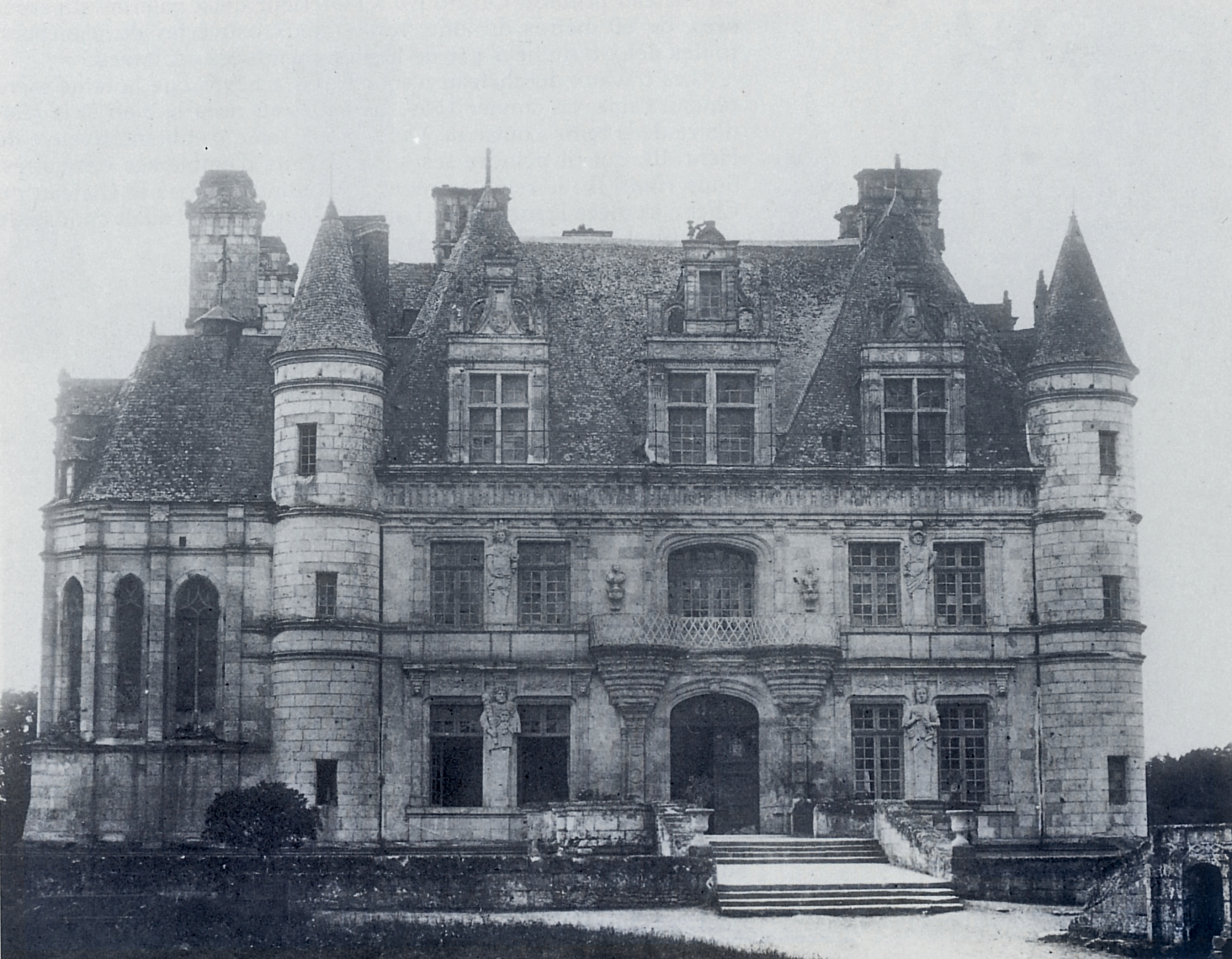
Le Gray, Mestral, Zamek Chenonceau, 1851

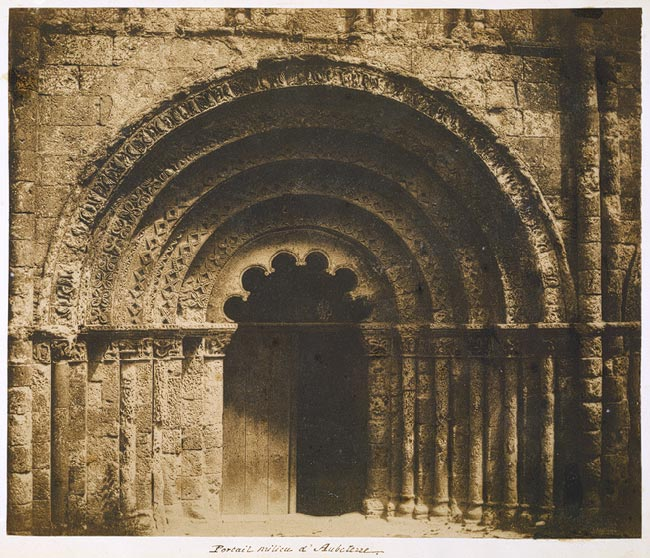
Le Gray, Portal kościoła w Aubeterre, 1851

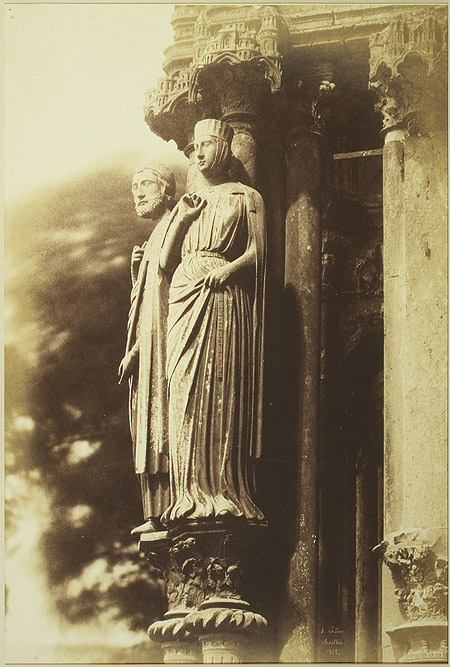
Le Secq, Figura z Chartres

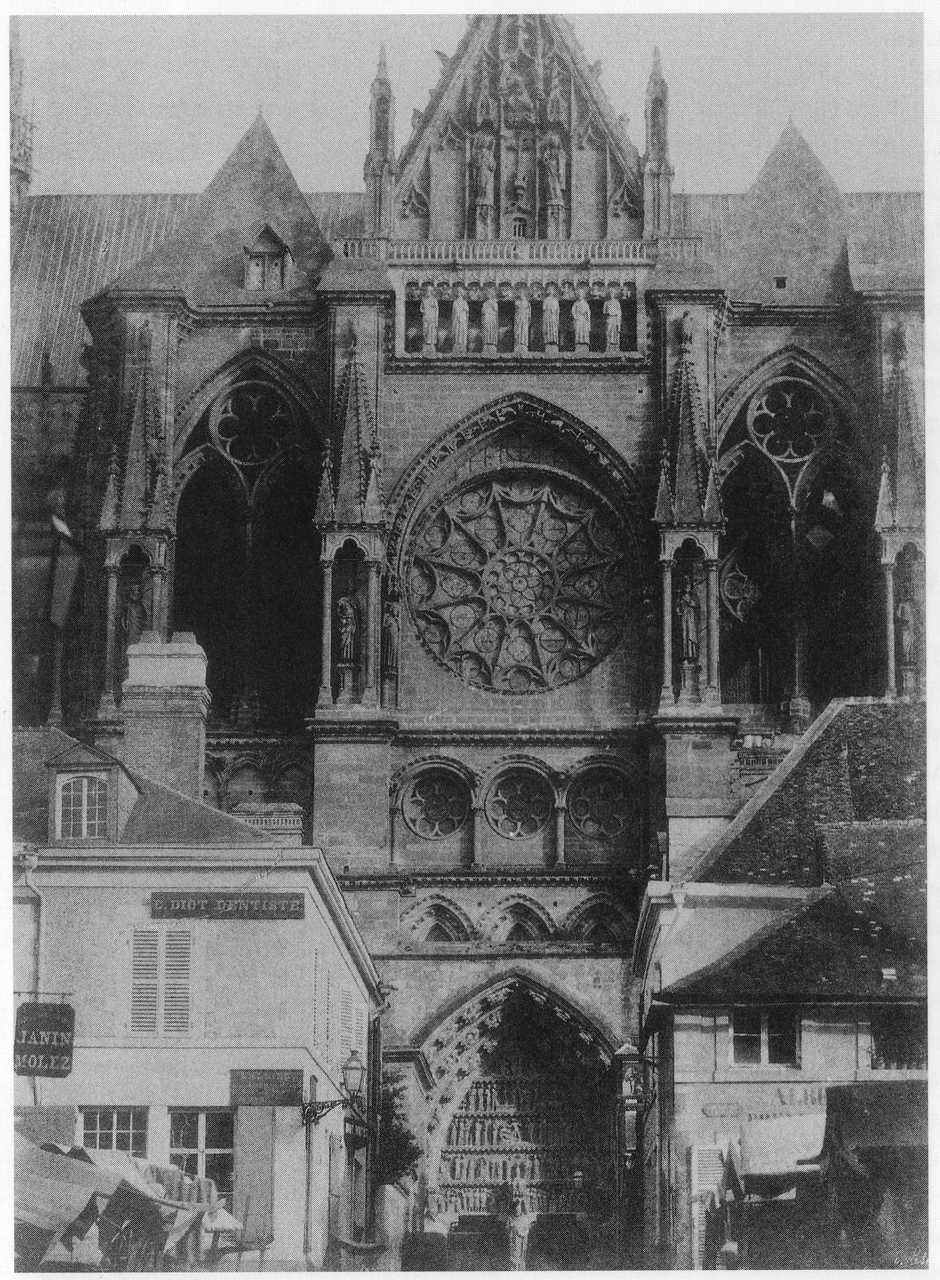
Le Secq, Katedra w Reims, 1851

Mission Héliographique (albo Missions Héliographiques) – grupa fotografów powołana w 1851 przez Commission des Monuments historiques (komisję ds. zabytków działającą przy francuskim Ministerstwie Spraw Wewnętrznych) w celu wykonania fotograficznej dokumentacji architektonicznych zabytków na terenie Francji. W jej skład wchodzili: Édouard Baldus, Hippolyte Bayard, Gustave Le Gray, Henri Le Secq i Auguste Mestral. Jedno z pierwszych państwowych zleceń na wykonanie dokumentacji fotograficznej.

## Powstanie i działalność „Mission”
Commission des Monuments historiques była państwową instytucją powołaną w 1837 i przez szereg lat kierowaną przez Prospera Mériméego, której celem było odnawianie zabytków. Utworzoną przez nią grupę pięciu fotografów dziś powszechnie nazywa się Mission Héliographique, jednak jest to najprawdopodobniej nazwa wtórna. Ówcześnie nie nosiła konkretnej nazwy; nazywana była missions photographiques, missions pour dessins photographiques, commande de la Commission des monuments historiques itd. Powołana została już w 12 lat po ogłoszeniu przez Louis Jacques'a Daguerre'a wynalazku fotografii, w epoce szczególnego zainteresowania historią (zwłaszcza średniowieczem), kształtowania się pojęć zabytku i powstawania służb chroniących dziedzictwo narodowe. Już w momencie publicznej prezentacji wynalazku Daguerre'a w lipcu 1839 François Arago zwracał uwagę na przydatność fotografii w celach dokumentacyjnych. Zauważył, że gdyby wcześniej znano fotografię, można by wykonać zdjęcia podczas ekspedycji egipskiej, gdyż aby zreprodukować miliony hieroglifów potrzeba by legionu rysowników i dziesiątek lat, a i tak efekt byłby mniej wierny. Ponadto, jego zdaniem fotografię mogłaby wykorzystać także Commission de monuments historiques, która prowadziła prace w całej Francji.
10 stycznia 1851 na pierwszego członka ekipy Commission wybrała Henri Le Secqa; 17 stycznia dołączyli do niego Mestral i Baldus, 9 maja Le Gray; piątym członkiem był Bayard. Ten ostatni był już uznanym fotografem, a pozostali znajdowali się dopiero u progu swojej kariery. Wszyscy oni, z wyjątkiem Mestrala, okazali się być artystami o dużym znaczeniu. Cała piątka należała wówczas do powołanego w styczniu 1851 w Paryżu Société Héliographique, skupiającego kilkudziesięciu fotografów, pisarzy i naukowców, którzy chcieli promować fotografię. Stowarzyszenie wydawało tygodnik „La Lumière”. 
29 czerwca na łamach „La Lumière” ukazał się komunikat, głoszący m.in.:
Pięciu członków Société héliographique, Panowie Bayard, Le Secq, Mestral, Le Gray i Baldus, właśnie otrzymali od Comité des monuments historiques różnorodne, ważne zadania do wykonania na terenie Francji. Polegają one na wykonaniu fotografii naszych najpiękniejszych zabytków, którym grozi ruina i które wymagają natychmiastowych prac naprawczych.
Każdy z fotografów otrzymał listę dzieł do sfotografowania – której zresztą nie zawsze ściśle przestrzegali – obejmującą zarówno najważniejsze dzieła w danym miejscu, jak i te pomniejsze, przy czym czasami lista była sporządzona niekonsekwentnie (np. w przypadku Rouen obejmowała kościół Saint-Ouen, a nie obejmowała katedry). Były to przede wszystkim budowle religijne (kościoły, klasztory...), zwłaszcza średniowieczne, ale również dzieła starożytne i nowożytne (np. zamki nad Loarą). Ze względu na ówczesne możliwości techniczne fotografowie nie mogli wykonywać zdjęć we wnętrzach, stąd koncentrowali się przede wszystkim na zewnętrznych partiach budynków i ich dekoracjach rzeźbiarskich. 
Trasa Baldusa prowadziła od Fontainebleau przez Burgundię, okolice Lyonu do Prowansji, Bayard był wysłany do Normandii, Le Secq do Szampanii, Lotaryngii i Alzacji, Le Gray i Mestral do części centralnej i południowo-zachodniej. Wykonywali oni zdjęcia w technikach negatywowo-pozytywowych, w których negatyw otrzymywany był na papierze (z wyjątkiem Bayarda, który jako negatywów używał szklanych płyt). Zdjęcia wykonywali w lecie i jesienią 1851.
Informacje na temat postępów w pracach ekipy pojawiały się w prasie. 5 października 1851 Francis Wey pisał na łamach „La Lumière” o zdjęciach Le Graya:
Widzieliśmy w jego atelier te [ryciny, plansze], które przedstawiają zamek w Blois, to piękne i surowe arcydzieło renesansu: efekty są tak udane, że wiele z nich ma zadziwiająca siłę, wydatną plastykę i wywiera na wpół fantastyczne wrażenie grafik Piranesiego.
Henri de Lacretelle pisał w tym samym piśmie 20 marca 1852 o fotografiach Le Secqa:
To, czego nigdy byśmy nie odkryli przy pomocy naszych oczu, on zobaczył za nas, umieszczając swój aparat tak wysoko, by katedra była widoczna. [...] Można by rzec, że święci artyści średniowieczni przewidzieli dagerotypię, lokując swoje posągi i kamienne wycinanki, zachwycające wykończeniem i detalem, na szczytach, gdzie tylko ptaki krążące ponad wieżami mogły je widzieć.

## Późniejsze losy
Zdjęcia Mission nie doczekały się w XIX wieku żadnej zbiorczej publikacji. Opracowania dotyczące historii fotografii aż do lat 60.-70. XX wieku o Mission Héliographique co najwyżej wzmiankowały, nie reprodukując żadnych zdjęć, gdyż te pozostawały nieznane badaczom. Wynikało to z faktu, iż zamówione przez Commission zdjęcia nie zostały przez nią opublikowane w żadnym zbiorze czy katalogu. 
Przełom w badaniach nad dorobkiem Mission przyniósł rok 1980 i wystawa La Mission héliographique, photographies de 1851 zorganizowana przez Musées de France pod kierownictwem historyka Philippe'a Néagu. Pokazano na niej współcześnie wykonane odbitki z oryginalnych negatywów (z wyjątkiem zdjęć Bayarda, których nie odnaleziono), gdyż wówczas znano jedynie kilka oryginalnych odbitek i to zbyt słabej jakości, by mogły być wystawiane. Ekspozycji towarzyszyły pierwsze teksty omawiające historię i działalność Mission. Jednym z najczęściej omawianych przez badaczy problemów był brak oryginalnych odbitek. Szeroko pisano na temat ewentualnych przyczyn ich braku. Niektórzy badacze skłaniali się do wniosku, że po prostu nigdy nie zostały one wykonane, inni przypuszczali, że po prostu się nie zachowały. Weston Naef, opierając się na kilku zachowanych pożółkłych odbitkach z epoki, sugerował, że to ich zła jakość zniechęciła Commission do wykonania odbitek z pozostałych negatywów. Naomi Rosenblum pisała, że cel Mission nigdy nie został zrealizowany, a przyczyny tego mogły być dwie: albo faktycznym zamierzeniem było stworzenie archiwum albo zdjęcia pokazywały zabytki w zbyt dobrym stanie, by przekonywały o konieczności ich renowacji.
Okazało się jednak, że tworzenie hipotez na ten temat było bezpodstawne, gdyż oryginalne odbitki istniały. Poszukiwania prowadzone w archiwach muzealnych pozwoliły na odnalezienie w latach 90. XX w. większej od dotychczas znanej liczby odbitek z epoki. Odnalezienie to pozwoliło również na ocenę estetycznej strony dorobku Mission, gdyż ówcześnie wpływ fotografa na wygląd odbitki był bardzo duży i współcześnie wykonywane odbitki z ich negatywów z pewnością nie odzwierciedlają artystycznych zamierzeń ich autorów. Dziś znanych jest ok. 300 papierowych negatywów, przechowywanych w zbiorach Musée d’Orsay oraz 165 odbitek (48 w musée des Monuments français, 111 w photothèque du Patrimoine i 6 w Musée d’Orsay). Niektóre z tych odbitek zostały wykonane z niezachowanych do dziś negatywów.